# Melieraxinae
De Melieraxinae (Zanghaviken en verwanten) vormen een onderfamilie van havikachtigen (Accipitridae). Volgens Mindell et al 2018 kunnen drie geslachten hiertoe worden gerekend, die bij elkaar vijf soorten bevatten die voorkomen in Afrika en Arabië.
- Geslacht Melierax
- Geslacht Micronisus
- Geslacht Urotriorchis

Echte haviken en sperwers (Accipitrinae) · Gieren van de Oude Wereld (Aegypiinae) · Echte arenden (Aquilinae) · Buizerdachtigen (Buteoninae) · Slangenarenden (Circaetinae) · Kiekendieven (Circinae) · Grijze wouwen en verwanten (Elaninae) · Gieren van de Oude Wereld (Gypaetinae) · Tandwouw en verwanten (Harpaginae) · Harpij-achtigen (Harpiinae) · Grijskophavik en verwanten (Lophospizinae) · Zanghaviken (Melieraxinae) · Wespendieven en verwanten (Perninae)